# De Beaufortlaan (Baarn)
De De Beaufortlaan is een straat in Baarn in de Nederlandse provincie Utrecht. De laan verbindt de Emmalaan met de Waldeck Pyrmontlaan.
De Beaufortlaan is genoemd naar jonkheer B. Ph. de Beaufort die van 1885 - 1887 burgemeester van Baarn was. De Beaufort woonde destijds in het landhuis Peking en was de vader van schrijfster Henriëtte L.T. de Beaufort.
Aan de laan met veel dennenbomen staan meerdere villa's.